# Trichoplusia flavirosea
Trichoplusia flavirosea är en fjärilsart som beskrevs av Claude Dufay 1972. Trichoplusia flavirosea ingår i släktet Trichoplusia och familjen nattflyn. Inga underarter finns listade i Catalogue of Life.